# ماريو مونيتشيلي
ماريو مونيتشيلي (16 مايو 1915 - 29 نوفمبر 2010) مخرج إيطالي يعتبر من رواد الكوميديا الإيطالية.
توفي منتحرًا يوم 29 نوفمبر 2010 بالقفز من شرفة الطابق الخامس لمستشفى سان جيوفاني بروما عن عمر يناهز الخمسة والتسعين عاما بعد معاناة طويلة مع مرض سرطان البروستات ليكرر سيناريو وفاة والده الكاتب والصحافي توماسو مونيتشيلي الذي انتحر بالرصاص.

## سيرته
وُلد مونيسيلي في روما لعائلة شهيرة من أوستيليا وهي كومونا في مقاطعة مانتوفا، في منطقة لومبارديا في شمال إيطاليا، بصفته الابن الأصغر للصحفي توماسو مونيسيلي وماريا كاريري. شقيقه الكبير، جورجيو، عمل كاتبًا ومترجمًا. وكان شقيقه الكبير الآخر -فرانكو- صحفيًا. نشأ في روما وفياريدجو (توسكانا) وميلانو، دخل عالم السينما بفضل صداقته مع جياكومو فورتسانو، نجل الكاتب المسرحي جيوفاكينو فورتسانو، الذي تولى مسؤولية تأسيس استوديوهات السينما في تيرينيا من قبل بينيتو موسوليني. عاش مونيسيلي شبابه  بسعادة، وكانت الكثير من النكات السينمائية التي أطلقها لاحقًا في (فيلم ماي فرندز) مستوحاة من تجاربه التي عاشها في شبابه في توسكانا.
قام مونيسيلي بأول فيلم قصير له في عام 1934، بالتعاون مع صديقه ألبرتو موندادوري. أتبع هذا العمل بالفيلم الصامت آي راغاتسي ديلا فيا بال  (وهو مقتبس من رواية أبناء شارع باول)، الذي حاز على جائزة في مهرجان البندقية السينمائي. أُتِمَّ عمل أول فيلم له في عام 1937 بعنوان «مطر الصيف». من 1939-1942، أنتج ما يصل إلى 40 سيناريو، وعمل مخرجًا مساعدًا.
عمل مونيسيلي لأول مرة مخرجًا عام 1949 في فيلم توتو تشيركا كاسا بالاشتراك مع ستيفانو فانزينا. منذ بداية حياته المهنية كان أسلوبه السينمائي سلسًا بشكل ملحوظ عندما يعمل معه. أنتج الثنائي ثمانية أفلام ناجحة في أربع سنوات، بما في ذلك فيلم غواردي إي لادري (1951) و توتو أ كولوري (1952). ابتداءً من عام 1953 وما بعده، عمل مونيسيلي بمفرده، دون أن يترك دوره بصفته كاتب سيناريو.
تتضمن مسيرة مونيسيلي بعض روائع السينما الإيطالية. في فيلم أي سوليتي إغنوتي (أمرٌ جلل على شارع مادونا) (1958)، الذي يُظهِر الفنان الكوميدي توتو في دورٍ جانبي. هو من اكتشف الموهبة الكوميدية لفيتوريو غاسمان ومارسيلو ماستروياني، وربما من بدأ النوع الجديد من الكوميديا الإيطالية الحديثة.

## روابط خارجية
- ماريو مونيتشيلي على موقع IMDb (الإنجليزية)
- ماريو مونيتشيلي على موقع مونزينجر (الألمانية)
- ماريو مونيتشيلي على موقع ألو سيني (الفرنسية)
- ماريو مونيتشيلي على موقع ميوزك برينز (الإنجليزية)
- ماريو مونيتشيلي على موقع تيرنر كلاسيك موفيز (الإنجليزية)
- ماريو مونيتشيلي على موقع أول موفي (الإنجليزية)
- ماريو مونيتشيلي على موقع قاعدة بيانات برودواي على الإنترنت (الإنجليزية)
- ماريو مونيتشيلي على موقع قاعدة بيانات الأفلام السويدية (السويدية)
- ماريو مونيتشيلي على موقع إن إن دي بي (الإنجليزية)
- ماريو مونيتشيلي على موقع ديسكوغز (الإنجليزية)